# Paleosuchus palpebrosus
Paleosuchus palpebrosus är ett krokodildjur som beskrevs av Georges Cuvier 1807. Paleosuchus palpebrosus ingår i släktet Paleosuchus, och familjen alligatorer och kajmaner. IUCN kategoriserar arten globalt som livskraftig. Inga underarter finns listade.
Djuret förekommer i Sydamerika, i Bolivia, Brasilien, Colombia, Ecuador, Franska Guyana, Guyana, nordöstra Paraguay, Peru, Surinam och Venezuela.